# Cosmia alumna
Cosmia alumna là một loài bướm đêm trong họ Noctuidae.